# Sant'Ippolito (Cosenza)
Sant'Ippolito is een plaats (frazione) in de Italiaanse gemeente Cosenza.